# Unwort
Der Begriff Unwort ist ein Schlagwort aus dem Bereich der Sprachkritik und bezeichnet ein „unschönes“, aber auch ein „unerwünschtes“ Wort.

## Deutschland
Der Begriff wurde in Deutschland durch die Gesellschaft für Deutsche Sprache, die das deutsche Wort des Jahres kürt und von 1991 bis 1994 auch ein Unwort des Jahres publizierte, in den Medien bekannt gemacht. 
Eine Gruppe von fünf Personen, die sich als Aktion bezeichnet, definiert als „Unwort des Jahres“ „[…] Wörter und Formulierungen aus der öffentlichen Sprache, die sachlich grob unangemessen sind und möglicherweise sogar die Menschenwürde verletzen.“ Das Unwort des Jahres wird seit 1994 jährlich von dieser Gruppe und einer zusätzlichen von ihr für ein Jahr eingeladenen Person bestimmt.
Als Unwort des 20. Jahrhunderts wurde „Menschenmaterial“ bestimmt. Daneben gibt es auch ein Börsenunwort.

## Liechtenstein
Seit 2002 in Liechtenstein.

## Österreich
Seit 1999 werden von der Universität Graz im Projekt Österreichisches Deutsch auch in Österreich Unwörter des Jahres ermittelt.

## Schweiz
In der Schweiz wurde von 2003 bis 2016 durch eine private Jury ein Unwort des Jahres bestimmt.

## Andere Sprachen
Die American Dialect Society kürt je ein Word of the Year in verschiedenen Kategorien, darunter auch die Negativpreise „Most Unnecessary“ (unnötig), „Most Outrageous“ (abscheulich), „Most Euphemistic“ (beschönigend) und „Least Likely to Succeed“ (erfolglos).